# Jeden cudowny dzień
Jeden cudowny dzień (tytuł oryginalny: Një ditë e mrekullueshme) – albański film fabularny z roku 2003 w reżyserii Ibrahim Muçaja.

## Opis fabuły
Młoda Albanka studiuje wokalistykę w konserwatorium w Rzymie. Pobyt na emigracji naraża ją na szereg niebezpieczeństw. Uciekając przed dwoma mężczyznami, którzy próbowali ją zgwałcić, zabija jednego z napastników. Fakt ten wywołuje u młodej kobiety wstrząs psychiczny. Z Albanii przyjeżdża jej narzeczony, który odnajduje ją w klinice dla chorych psychicznie i chce by wróciła z nim do kraju. 
Film reprezentował kinematografię albańską na 9 Międzynarodowym Festiwalu Filmowym w Sarajewie i na Festiwalu Filmów Krótkometrażowych w Salento.

## Obsada
- Ermela Teli
- Genti Kame
- Lutfi Hoxha
- Kozeta Dule
- Indrit Çobani
- Liza Laska